# 维拉尔 (上萨瓦省)
维拉尔（法語：Villard，法語發音：[vilaʁ]）是法国上萨瓦省的一个市镇，属于托农莱班区。

## 地理
维拉尔（46°13'1"N, 6°26'27"E）面积7.42 平方千米，位于法国奥弗涅-罗讷-阿尔卑斯大区上萨瓦省，该省份为法国东部省份，历史上为薩伏依的一部分，北与瑞士接壤，西接安省，南至萨瓦省，东与瑞士和意大利接壤。
与维拉尔接壤的市镇（或旧市镇、城区）包括：博埃日、博热沃、阿贝尔吕兰、梅日韦特、奥尼永。

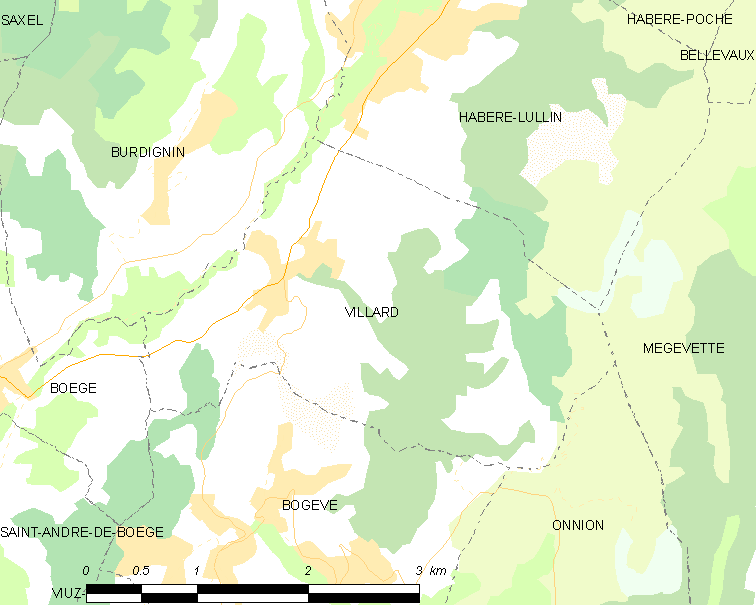
的OSM定位图

维拉尔的时区为UTC+01:00、UTC+02:00（夏令时）。

## 行政
维拉尔的邮政编码为74420，INSEE市镇编码为74301。

## 政治
维拉尔所属的省级选区为锡耶县。

## 人口

1962-2008年间人口变化图示

维拉尔于2022年1月1日时的人口数量为960人。